# Дерекойська волость
Дерекойська волость — історична адміністративно-територіальна одиниця Ялтинського повіту Таврійської губернії з центром у селі Дерекой.
Станом на 1886 рік складалася з 17 поселень, 2 сільських громад. Населення — 7696 особа (4045 чоловічої статі та 3651 — жіночої), 741 дворових господарств.
Утворена в 1860-х роках із частин Алуштинської та Байдарської волостей.
|                     | Площа, десятин | У тому числі орної, десятин |
| ------------------- | -------------- | --------------------------- |
| Сільських громад    | 6792           | 718                         |
| Приватної власності | 10740          | 858                         |
| Казенної власності  | 8643           | —                           |
| Іншої власності     | 86             | 21                          |
| Загалом             | 26261          | 1597                        |

Найбільші поселення волості:
- Дерекой — колишнє державне село при річці Дем'ять; волосне правління, за 1 ½ версту від повітового міста, 502 особи, 75 дворів, мечеть, 4 лавки. За 3 версти — православна церква, каплиця, мечеть. За 5 верст — каплиця. За 6 верст — винокурний завод. За 7 верст — винокурний завод, виноробня. За 8 верст — виноробня. За 9 верст — винокурний завод. За 10 верст — торговельний садовий заклад, училище садівництва, винокурний завод. За 12 верст — поштова станція. За 13 верст — рибний завод. За 14 верст — поштова станція. За 16 верст — православна церква, готель. За 16 ½ верст — 2 виноробні. За 17 верст — каплиця, виноробня. За 18 верст — винокурний завод. За 20 верст — винокурний завод. За 22 версти — православна церква, винокурний завод. За 28 верст — поштова станція.
- Айвасиль — колишнє державне село при річці Гуві, 612 осіб, 90 дворів, 3 мечеті.
- Алупка — колишнє державне село при річках Хостобаша і Шоньхай, 294 особи, 44 двори, мечеть, 2 лавки, 2 пекарні, бузня.
- Гаспра — колишнє державне село при річці Кучук-Узень, 258 особи, 38 дворів, православна церква, мечеть, 4 лавки.
- Гурзуф — колишнє державне село при морі, 546 осіб, 79 дворів, мечеть, школа, лавка.
- Дегерменкой — колишнє державне село, 686 осіб, 98 дворів, мечеть, школа.
- Кекенейз — колишнє державне село при річці Біюк-Тош, 254 особи, 38 дворів, мечеть, лавка.
- Кизилташ — колишнє державне село при річці Башипитамис, 476 осіб, 68 дворів, мечеть, школа.
- Куреїз — колишнє державне село при річці Куру-Узень, 207 осіб, 31 дір, православна церква, мечеть, школа 3 лавки, тарктир, пекарня, цирульня.
- Куркулет — колишнє державне село при річці Молокулі, 207 осіб, 31 двір, мечеть.
- Кучук-Кой — колишнє державне село при річці Біюк-Узень, 20 осіб, 3 двори, мечеть.
- Лімена — колишнє державне село при річці Сучи-хон Бурлак, 20 осіб, 3 двори, мечеть.
- Місхор — колишнє державне село при річці Хаста-Узень, 176 осіб, 26 дворів, мечеть, трактир.
- Нижня Аутка (Верхня Аутка) — колишнє державне село при річці Учансу, 180 осіб, 27 дворів, 2 православні церкви, мечеть, 4 лавки, 2 пекарні.
- Нікіта — колишнє державне село при урочищі Малорач, 270 осіб, 40 дворів, мечеть, лавка, корчма.
- Партеніт — колишнє державне село при морі, 98 осіб, 14 дворів, мечеть, школа.
- Сімеїз — колишнє державне село при струмку, 319 осіб, 47 дворів, мечеть, лавка.